# اوخنیو اسپخو
فرانسیسکو خاویر اوخنیو د سانتا کروز وای اسپخو (انگلیسی: Eugenio Espejo؛ ۲۱ فوریهٔ ۱۷۴۷ – ۲۸ دسامبر ۱۷۹۵) یک نویسنده، وکیل، پزشک از تبار مستیزو اهل اکوادور بود. با اینکه او یک دانشمند و نویسنده برجسته بود ولی او به یک فرد مجادله گر در قضیه استقلال کیتو شناخته می‌شود. او یکی از مهم‌ترین شخصیت‌های اکوادور در زمان استعمار توسط اسپانیا بود. وی اولین روزنامه‌نگار کیتو و اولین فرد فعال در زمینه بهداشت در کیتو بود.
وی در نقش یک روزنامه‌نگار ایده‌های زیادی را در عصر روشنگری در مورد قشرها سلطنتی مردم منتشر کرد و در مقام یک بهداشت گر او یک رساله مهم در مورد شرایط بهداشت در اکوادور جمع‌آوری کرد که شامل مسائل جالبی در مورد میکروبها و انتشار امراض بود.
اسپخو در عصر خود به عنوان یک طنزپرداز شناخته می‌شد. فعالیت‌های طنز او شامل مواردی همچون فلسفه عصر روشنگری، عدم تحصیل رأیت کیتو، شیوه به‌کارگیری اقتصاد در جامعه، وجود فساد در مقامات و نقش فرهنگ در جامعه بودند؛ زیرا این مسائل اسپخو را خیلی رنج می‌دادند و سرانجام به دلیل فعالیت در این زمینه‌ها قبل از مرگش اندکی هم زندانی شد.

## پیشینه تاریخی دوران اسپخو
در تاریخ ۲۹ اوت ۱۵۶۳ خاندان سلطنتی کیتو، توسط شاه فیلیپ دوم اسپانیا ایالتی را تشکیل دادند. این کار توسط دادگاه سلطنتی اسپانیا انجام گرفت. حوزه قضایی این دادگاه فراتر از مناطق ویژه نایب‌الملک‌نشین پرو و تا بعد از قلمرو سلطنت نیابتی نیو گرانادا (که هم‌اکنون اکوادور و بخش‌هایی از پرو، کلمبیا و برزیل را تشکیل می‌دهند) بود. خاندان سلطنتی کیتو یک حوزه اداری قوی تا فراتر از قلمرو خود ایجاد کردند تا بر تمامی مردم شامل سفیدها و بومیها حکومت کنند و قانون وضع کنند.
در قرن هجدهم میلادی کم‌کم مشکلات اقتصادی خاندان سلطنتی کیتو شروع به پیدایش کردند. مشکلاتی مانند:محدودیت ارتباطات و معاملات به دلیل عدم وجود جادهها و اینکه ابراج‌ها (نوعی کارخانه نساجی) تولید شغل می‌کردند ولی در آن زمان خود را در رکود و کاهش توانایی دیدند. دلیل عمده این مسئله این بود که پدیده قاچاق در سراسر اروپا به شدت در حال سرکوب بود و یک سری حوادث طبیعی موجب ایجاد مشکل می‌شدند. ابراج‌ها جایگزین زمین‌ها و ملک‌ها شده بودند و اغلب گروه کارآفرینان به استفاده و بهره‌برداری از نیروی کار بومی ادامه می‌دادند.

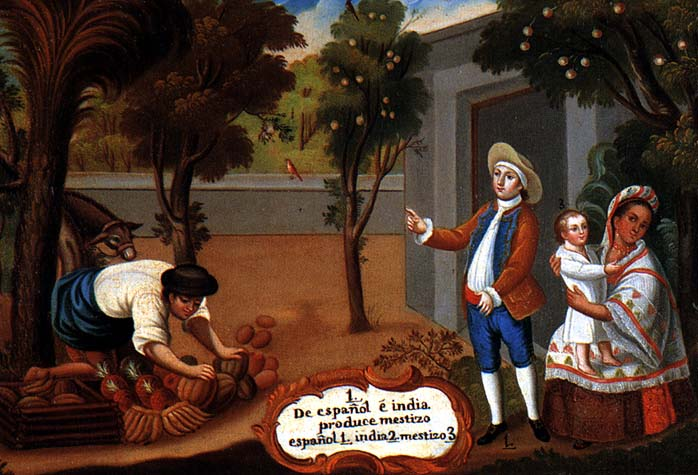
نمایشی از یک مستیزو در نقاشی طبقات در دوران استعمار. یک مرد اسپانیایی و یک زن آمریندیانی یک فرزند دورگه دارند.

پس از سرکوب انجمن عیسی مسیح وضعیت تحصیل در خاندان سلطنتی بدتر شده بود. فقط مقداری از مردم آموزش دیده و تحصیلکرده در کیتو ماندند تا شاید بتوانند این خلأ را پر کنند. اکثریت مردم هیچ‌کدام به خوبی خواندن و نوشتن بلد نبودند. از سوی دیگر چند نفر دیگری که می‌توانستند برای تحصیل وارد دانشگاه شوند، به صورت شدیداً نظری و حفظی تعلیم داده می‌شدند. فلسفه مدرسی که به شدت شیوه رو به افولی بود، هنوز استفاده می‌شد و دانش آموزان بیشتر وقتشان را صرف مباحث متافیزیک می‌کردند. در نتیجه مردم متفکر کیتو (که بسیاری از آن‌ها روحانی بودند) بیان بسیار مؤثری داشتند. درحالی‌که هیچ‌گونه ایده جدیدی نداشتند. علاوه بر این در سال ۱۷۹۳ در کیتو فقط دو پزشک در دسترس بودند که یکی از آن‌ها اوخنیو اسپخو بود. اکثریت مردم توسط کوراندروها (نوعی پزشک سنتی) درمان می‌شدند. در آن زمان در کیتو تعصبات قومی رایج بود و از این رو اکثریت مردم به رسته‌های اجتماعی تقسیم شدند که تقسیم‌بندی آن‌ها بر اساس منشأ نژادی آن‌ها بود. از این رو کرامت فردی و شرافت مردم با این تعصبات نژادی آسیب جدی دید.
ناتوانی در آداب و رسوم اجتماعی در همه طبقات اجتماعی اتفاق افتاده بود. روابط نامشروع و فرزندان نامشروع در جال ترویج بودند؛ زیرا فقر در حال افزایش بود (به ویژه در قشر طبقه پایین مردم). بسیاری از زنان مجبور شدند تا به سرعت برای خود مسکنی پیدا کنند. به عنوان مثال در یک صومعه. این مسئله فراوانی روحانیون در شهری کوچک مانند کیتو را نشان می‌داد. اغلب مردان در آن زمان استخدام می‌شدند ولی نه برای یک حرفه؛ ولی همین هم می‌توانست مشکلات اقتصادی آن‌ها را حل کند و به شرایط اجتماعی آنان بهبود ببخشد.

## زندگی

### اوائل زندگی
وی با نام فرانسیسکو خاویر اوخنیو د سانتا کروز وای اسپخو در قصبه الساگراریو در تاریخ ۲۱ فوریه ۱۷۴۷ غسل تعمید داده شد. اکثر مورخان می‌گویند که پدر وی لوئیس د لا کروز چوژیک، یک سرخ‌پوست از اهالی کاخامارکا بود. او به عنوان دستیار یک فیزیک‌دان و کشیش به نام خوزه دل روساریو وارد کیتو شده بود. مادر اسپخو، ماریا کاتالینا آلداس نام داشت. وی یک مولاتوی بومی کیتو بود. با این حال بعضی از مورخان، مخصوصاً کارلوس فریل گرانیزو، بر سر این مسئله جدال دارند که طبق اسناد تاریخی معاصر مادر اسپخو یک سفیدپوست بود. برای نمونه، یکی از آن اسناد این است که ازدواج پدر و مادر او در کتاب ازدواج سفیدپوست‌ها ثبت شده‌است (به عنوان اروپائی‌های ساکن آمریکای لاتین تلقی می‌شدند). همچنین گواهینامه تولد اسپخو و خواهران و برادرانش در یک کتاب ثبت شده بود.
اسپخو دو خواهر و برادر کوچکتر از خود به نام‌های خوان پابلو و ماریا مانوئلا داشت. خوان پابلو متولد ۱۷۵۲ میلادی بود. او به عنوان یکی از اعضای فرقه دومینیکن شناخته می‌شود و به عنوان یک کشیش در خاندان سلطنتی کیتو خدمت می‌کرده‌است. ماریا مانوئلا، خواهر اسپخو، در سال ۱۷۵۳ میلادی به دنیا آمد و پس از مرگ والدینش او تحت مراقبت اوخنیو اسپخو قرار گرفت. با اینکه خانواده او در وضعیت ثبات اقتصادی قرار نداشتند، ولی اسپخو از شرایط تحصیل خوبی برخوردار بود. او با کار در کنار پدر خود در بیمارستان د لا میسریکوردیا علم طب را در دستور کار یادگیری خود قرار داد. با توجه به گفته‌های خود اسپخو، او با تجربه کار خود را فرا گرفت و بدون یادگیری و قلم در دست بودن شناخته نمی‌شد.
با فائق آمدن بر تبعیض نژادی، او در ۱۰ ژوئیه ۱۷۶۷ توانست از مدرسه پزشکی فارغ‌التحصیل شود. مدتی پس از آن، او توانست در رشته دانش نظری حقوق و قانون کلیسایی فارغ‌التحصیل شود. وی از سال ۱۷۸۰ تا ۱۷۹۳ تحت نظر دکتر رامون یپز در رشته قانون فعالیت داشت. در ۱۴ اوت ۱۷۷۲ او برای کار در رشته پزشکی درخواست مجوز کار داد که در ۲۸ نوامبر ۱۷۷۲ این اجازه به او اعطاء شد. پس از آن تا سال ۱۷۷۸ هیچ اطلاعاتی در مورد زندگی اسپخو وجود ندارد. این بازه زمانی وقتی است که او نشریات جدال انگیزی منتشر می‌کرد.

### فعالیت در خاندان سلطنتی

#### فعالیت در نقش یک مجادله گر

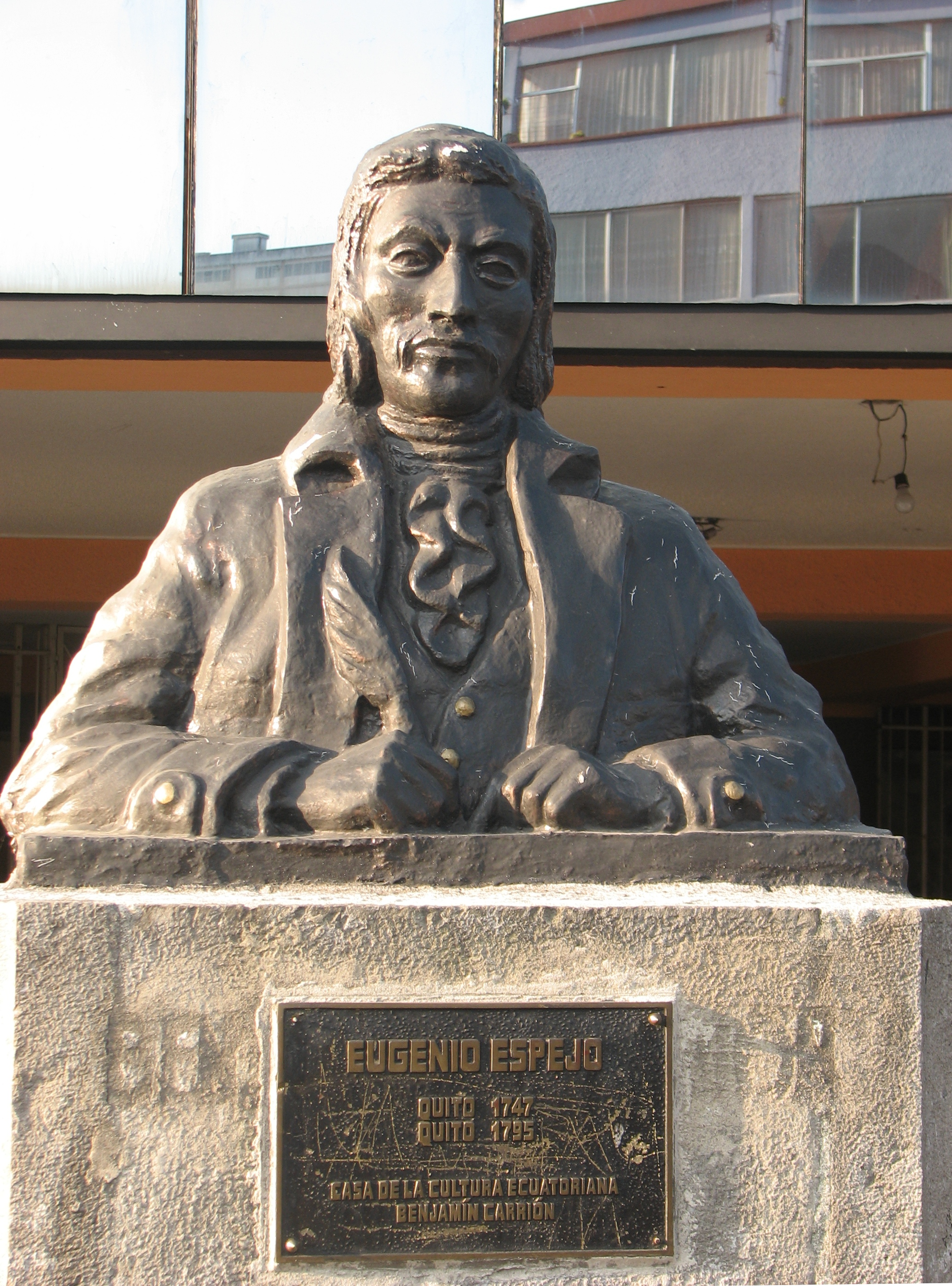
تندیس نیم تنه اسپخو

در بین سال‌های ۱۷۷۲ تا ۱۷۷۹، اسپخو نظر مسئولان مستعمراتی را برانگیخت. او مطالب طنز و پوسترهای تمسخرآمیز خود را منتشر می‌کرد. این پوسترها اغلب بر درب کلیساها و سایر ساختمان‌ها نصب می‌شدند. او در قالب یک نویسنده ناشناس به مسئولان استعماری در مطالب خود، حمله می‌کرد. روحانیون و سایر مردم او را فردی راحت تلقی می‌کردند. اگر چه هیچ پوستری از کارهای او باقی نمانده‌است، اما متون به جا مانده از او، تفکر مورخان در مورد عقاید او را تصدیق می‌کنند.
در سال ۱۷۷۹ یک نشریه دست‌نویس طعنه‌آمیز و طنز به نام ال نوئوو لوسیانو د کیتو (لوثین جدید کیتو) منتشر شد. در امضای این نشریه این نام‌ها نوشته شده بود: «دان خاویر د سیا و آپستگی پروچنا». این امضاء، نام مستعار اسپخو بود. این کار تقلیدی از لوثین، طنزپرداز بزرگ سوریه ای بود. همچنین این حرکت، عدم همکاری وی با انجمن عیسی را نشان می‌داد. این مسئله فرهنگ این نویسنده را نشان می‌داد. نباید فراموش کرد که اسپخو در یک شهر تجزیه شده و عقب مانده (از لحاظ فکری) به نام کیتو زندگی می‌کرد. نشریه ال نوو لوسیانو د کیتو در قالب گفتگو ارائه می‌شد. او در نشریه‌های خود از ایده‌های مشترکش با مردم می‌نوشت تا درک مطالب برای مردم عادی، سخت نباشد. نه اینکه مطالب خسته‌کننده و توضیحاتی بنویسد که درک آن فقط برای عالمان ممکن باشد. نشریات طنز او، به عیوب و مشکلات جامعه می‌پرداخت. مخصوصاً مسئله فساد در مقامات استعمارگر و مردم فاقد امکان تحصیل. استفاده از یک نام مستعار در عصر روشنگری در اروپا و آمریکا رایج بود و مخصوصاً برای اسپخو از اهمیت خاصی برخوردار بود. اسپخو این کار را فقط برای ناشناسی خود انجام نمی‌داد، بلکه او می‌خواست با مخفی نگه داشتن نژاد خود به مردم بگوید که نژاد شما مهم نیست و اعتبار شما وابسته به سفید بودن شما نیست. نام مستعار او از اینکه مردم بفهمند او از نسل مادری سفیدپوست است جلوگیری می‌کرد.
در آغاز سال ۱۷۷۹ دولت سلطنتی از انتشار نشریه اسپخو به دلیل شرایط جامعه جلوگیری کرد. در ژوئن ۱۷۸۰ او نشریه جدیدی به نام مارکوس پورکیوس کاتو منتشر کرد. یک بار دیگر اسپخو از یک نام مستعار جدید به نام «موسی بلانکاردو» برای خود استفاده کرد. این کار واکنشی بود نسبت به سانسور نشریه نوئوو لوسیانو. او در این نشریه جدید به تمسخر ایده‌ها و مفاهیم منتقدان تفکرات و نشریاتش می‌پرداخت. در سال ۱۷۸۱ او نشریه جدید خود به نام «لا سینسیا بلانکاردینا» را منتشر کرد. این نشریه جدید به عنوان نسخه دوم مجله «ال نوئوو لوسیانو د کیتو» شناخته می‌شد. او در این مجله نسبت به منتقدان کشیش‌های مرسداریان واکنش نشان می‌داد و جواب سخنان آن‌ها را در این نشریه می‌داد. او از سال ۱۷۸۳ برچسب یک فرد ناآرام و خرابکار را خورده بود. مقامات استعمارگر برای رهایی از صحبت‌ها و انتقادات او، وی را به عنوان پزشک ارشد همراه با پزشک دیگری به نام «فرانسیسکو رکوئنا» راهی سفری به پارا و رود مارانیون کردند تا شاید برخی از محدودیت‌ها برای خاندان سلطنتی برداشته شود. او سعی کرد تا پذیرش پزشکی و ساعات ملاقات خود را کم کند و در واقع می‌خواست مقدمات خود را برای فرار فراهم کند که در این راه شکست خورد. دستگیری او در فرار، یکی از چند اتفاقات عجیبی بود که برای او در این سفر افتاده بود. او یک بار هم به عنوان یک جنایتکار مهم دستگیر و حبس شد. البته او به دلیل این کارها تحت پیگرد قانونی قرار نگرفت یا رنج زیادی نکشید و عواقب قابل توجه‌ای برای او نداشت.

### تبعید کوتاه

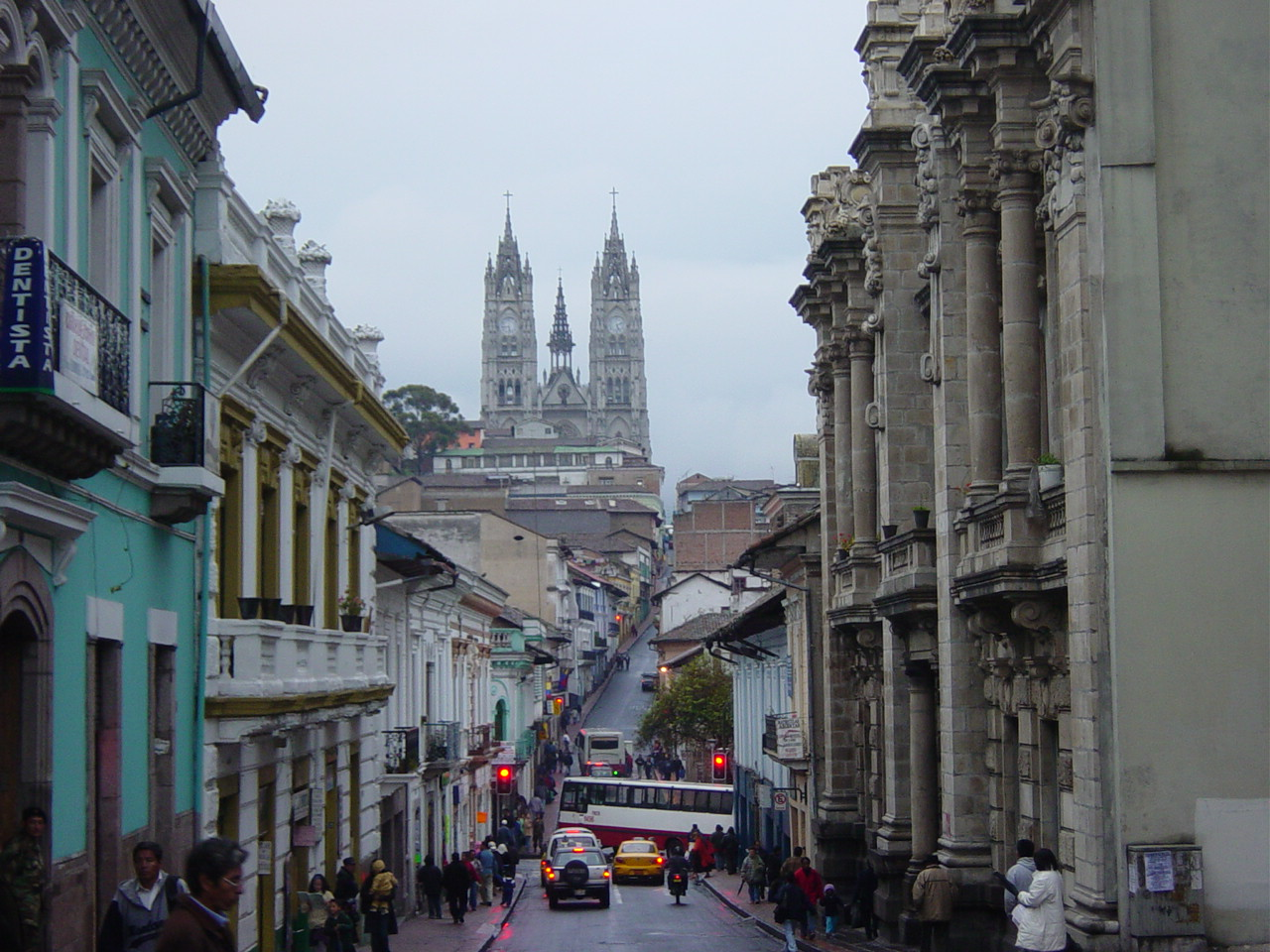
تصویری از کیتوی امروزی

در سال ۱۷۸۵ او برای نوشتن در موضوع بیماری آبله که به عنوان بدترین مشکل پزشکی شناخته می‌شد، توسط شورای کابیلدو احضار شد. اسپخو از فرصت برای نوشتن کامل‌ترین و بهترین مقاله اش به نام «بازتاب‌ها نسبت به روشی برای حفظ مردم از آبله» استفاده کرد که به دلیل حفاظت از مردم در برابر آبله محکوم شد. کار اسپخو یک منبع ارزشمند تاریخی در زمینه شرح شرایط بهداشت در آمریکای مستعمراتی شد.
خبر بازتاب‌ها، نسبت به فعالیت‌های اسپخو به مادرید رسید. مادرید جایی بود که دومین رساله معتبر پزشکی به نام «پایان‌نامه‌های پزشکی» توسط فرانسیسکو گیل در سال ۱۷۸۶ به چاپ می‌رسید. فرانسیسکو گیل یکی از اعضای آکادمی پزشکی سلطنتی اسپانیا بود. در آن زمان اسپخو به جای به‌دست آوردن اعتبار، دشمن به‌دست آورد؛ زیرا کارهای او مورد انتقاد پزشکان و کشیشان مسئول در قسمت بهداشت عمومی خاندان سلطنتی کیتو بود. به دلیل غفلت این نوع مسئولان، اسپخو مجبور به ترک کیتو شد.
وی در مسیرش به سوی لیما در شهر ریوبامبا توقف کرد. در آنجا گروهی از او خواستند تا وی پاسخی به گزارش ایگناسیو بارتو (رئیس جمع‌آوری مالیات) بنویسد. این گزارش کشیشهای ریوبامبا را متهم می‌کرد که آن‌ها از سرخ‌پوست‌ها سوء استفاده می‌کنند و از آن‌ها پول زیادی می‌گیرند. اسپخو با کمال میل این وظیفه را بر گردن گرفت تا بتواند کار ایگناسیو بارتو و سایر شهروندان ریوبامبا را تلافی کند. از میان آنها، خوزه میگوئل والیو یکی از مقامات بود. در این هنگام او از ریکوانا به سمت رود مارانیون گریخت. اسپخو نامه‌ای با عنوان «دفاع از روحانیون ریوبامبا» را نوشت. این نامه متنی دقیق بر شیوه زندگی سرخپوستان ریوبامبا و همچنین حمله قدرتمندی نسبت به گزارش دروغ ایگناسیو بارتو بود.
در مارس ۱۷۸۷ او همچنان به حمله‌هایش به دشمنانش در ریوبامبا ادامه می‌داد. او در این راه هشت نامه طنز به نام «نامه‌های ریوبامبایی‌ها» نوشت. دشمنان اسپخو قبل از رئیس خاندان سلطنتی (خوان خوزه د ویلالنجوا) وی را محکوم کردند. در ۲۴ اوت ۱۷۸۷ ویلالنجوا از اسپخو خواست تا یا به لیما برود یا به کیتو بازگردد و در هر دو صورت ما در حکومت به او شغلی اعطاء خواهیم کرد؛ ولی متعاقباً وی را دستگیر کردند. آن‌ها اسپخو را به نوشتن مقاله «پرتره‌ای از گالیله» متهم کردند. این مقاله هجونامه‌ای بود علیه شاه کارلوس سوم اسپانیا و مارکوئیس دلا سونورا (وزیر مستعمراتی هند غربی). اسپخو در کیتو دستگیر شد و از زندان سه دادخواست به دادگاهی در مادرید فرستاد. دادگاه به ریاست نماینده شاه کارلوس سوم اسپانیا برگزار شد و پس از تبرعه اسپخو حکم دادگاه بر این شد که اسپخو به نائب السلطنه بوگوتا تحویل داده شود. رئیس خاندان سلطنتی، خوان خوزه د ویلالنجوا از بی گناهی اسپخو اظهار بی‌خبری می‌کند و اسپخو را به بوگوتا می‌فرستد تا با این کار از خود دفاع کرده باشد.

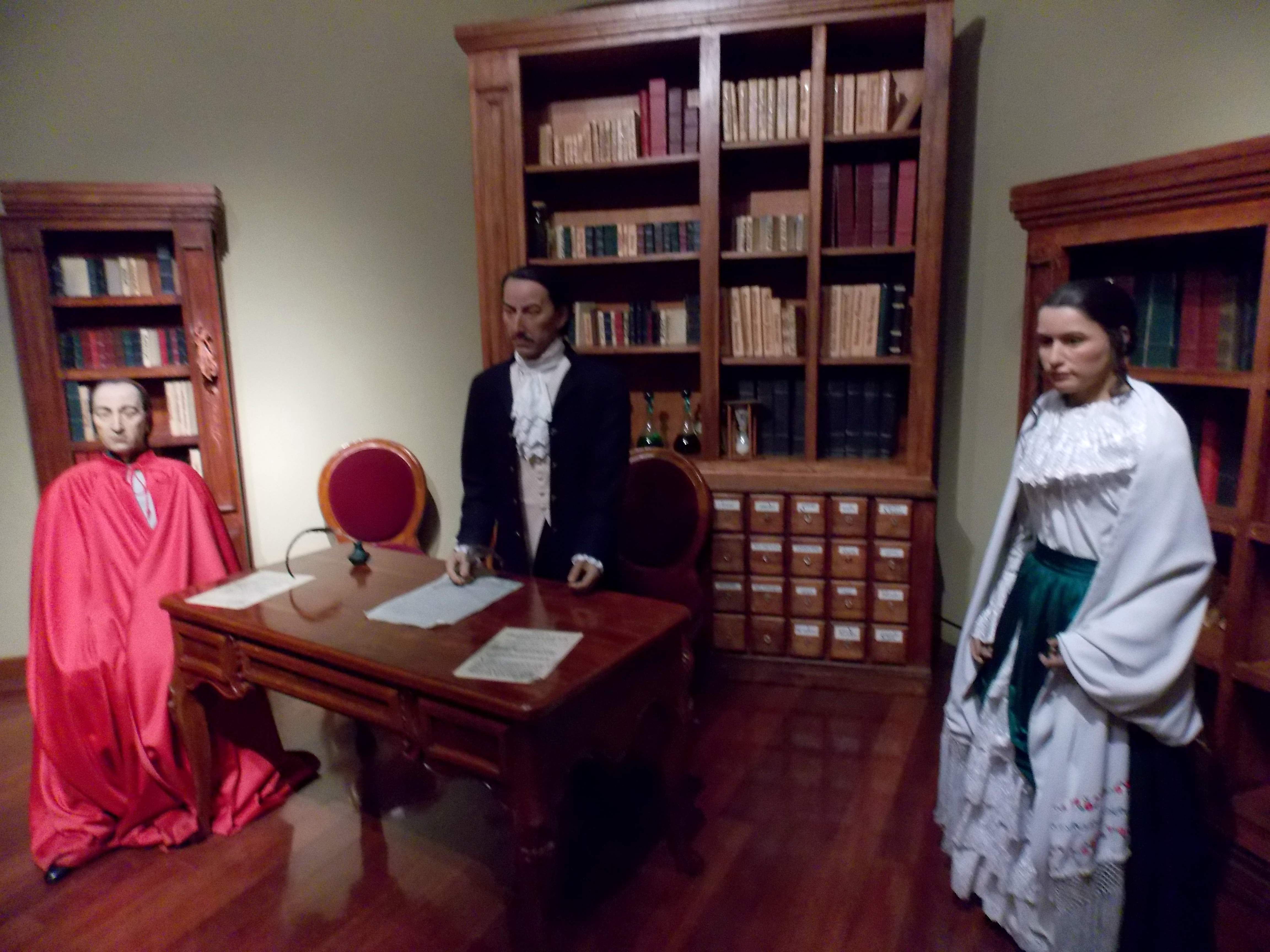
نمایشی مومی از اوخنیو (وسط) به همراه خواهرش مانوئلا، در موزه آلبرتو منا کاامائو.

اسپخو در بوگوتا با افرادی همچون آنتونیو نرینو و فرانسیسکو آنتونیو زی دیدار کرد و شروع کرد به توسعه ایدههایش در رابطه با مسئله آزادی. در سال ۱۷۸۹ یکی از پیروان اسپخو به نام خوان پیو مونتوفار وارد بوگوتا شد. سپس هر دوی آن‌ها برای ساخت انجمن «اسکوئلا د لا کونکوردیا» به عنوان افراد مهم دولت تأیید شدند. این انجمن بعدها به نام «جامعه اقتصادی دوستان کشور» شناخته شد. جامعه اقتصادی دوستان کشور یک انجمن خصوصی در راستای روشنگری بود که در سراسر شهرهای مختلف اسپانیا دارای شعبه بود. همچنین در سایر مستعمرات البته به میزان کمتر نیز دارای شعبه بود. اسپخو با موفقیت از خود در برابر اتهامات دفاع کرد و در ۲ اکتبر ۱۷۸۹ آزاد شد و در ۲ دسامبر مطلع شد که می‌تواند به کیتو بازگردد.

### سال‌های آخر
در سال ۱۷۹۰، اسپخو برای تبلیغ «Sociedad Patriótica» (جامعه میهنی) به کیتو بازگشت و در ۳۰ نوامبر ۱۷۹۱، شعبه‌ای ار آن در کالج انجمن عیسی تأسیس شد. او به عنوان مدیر انتخاب شد و چهار کمیسیون تشکیل داد. در همان سال، او مدیر کتابخانه ملی، اولین کتابخانه عمومی، شد که در ابتدا با چهل هزار جلد باقی مانده توسط پیروان انجمن عیسی پس از اخراج از اکوادور تأسیس شد.

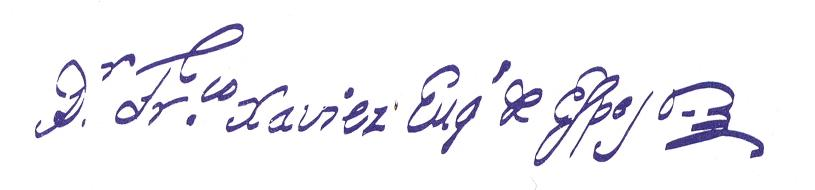
امضاء اسپخو

وظیفه اصلی انجمن بهبود وضعیت شهر کیتو بود. ۲۴ عضو آن هفتگی گرد هم می‌آمدند و در مورد مشکلات کشاورزی، آموزشی، سیاسی و اجتماعی و ارتقاء علوم فیزیکی و طبیعی مشورت می‌کردند. این انجمن اولین روزنامه کیتو Primicias de la Cultura de Quito (میوه‌های اول فرهنگ کیتو) را تأسیس کرد، که از ۵ ژانویه ۱۷۹۲ توسط اسپخو منتشر می‌شد. از طریق این روزنامه، عقاید لیبرالی، که در مناطق دیگر آمریکای اسپانیایی‌زبان تا حدودی شناخته شده بود، در بین مردم کیتو گسترش یافت.
در ۱۱ نوامبر ۱۷۹۳، کارلوس چهارم جامعه میهنی را منحل کرد، و به زودی روزنامه نیز ناپدید شد. اسپخو چاره ای جز کار به عنوان کتابدار در کتابخانه ملی نداشت. به دلیل عقاید لیبرالیستی که داشت، در تاریخ ۳۰ ژانویه ۱۷۹۵ به زندان افتاد. به عنوان یک پزشک او فقط برای معالجه بیماران اجازه خارج شدن از سلول را داشت. در ۲۳ دسامبر اسپخو را به دلیل ابتلا به اسهال خونی، که در زندان به آن مبتلا شده بود، به خانه‌اش فرستادند که در همان‌جا در ۲۸ دسامبر درگذشت. گواهی فوت وی در کتاب «سرخ‌پوستان، مستیزوها، سیاه‌پوستان و مولات‌ها» ثبت شده‌است.

## شخصیت

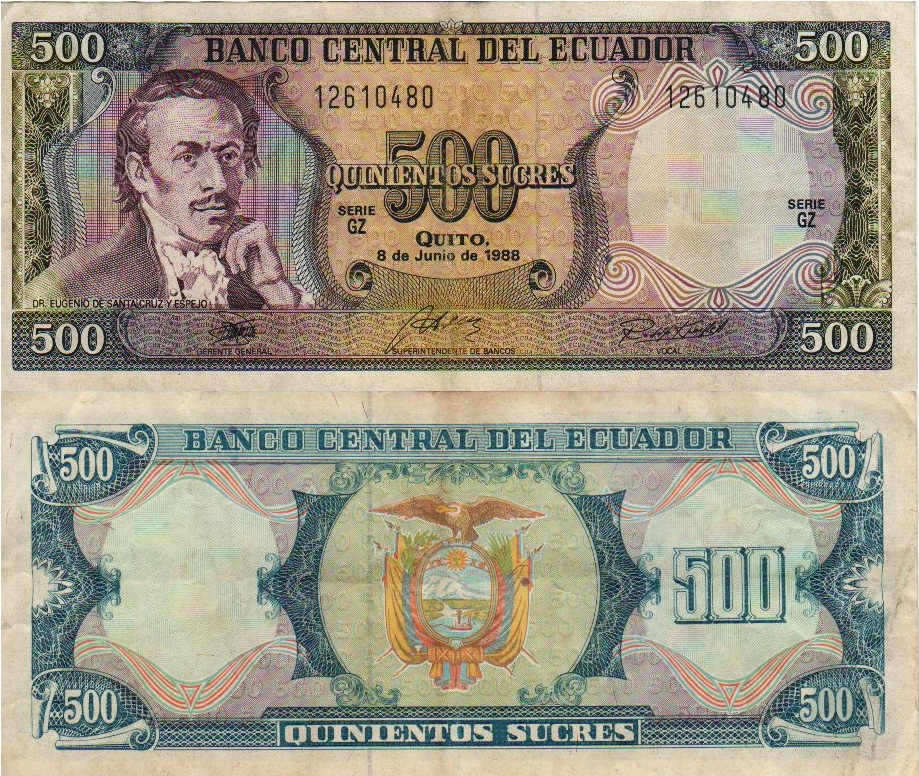
عکس اوخنیو اسپخو در پول اکوادور.

اوخنیو اسپخو یک خودآموز بود و با افتخار ادعا می‌کرد که هرگز هیچ کتابی را که به دستش رسیده‌است نخوانده باقی نگذاشته و اگر هم نخوانده، با مشاهداتش از طبیعت جبران کرده‌است. اما، تمایل او به خواندن بی‌رویه همه چیز، گاهی او را به قضاوت‌های عجولانه‌ای سوق می‌داد، که در نسخه‌های خطی وی مشهود است. از کارهای نوشتاری او می‌توان فهمید که اوخنیو آموزش را وسیله اصلی رشد عموم می‌دانست. او خواندن را مبنایی بر ساختن خود می‌دید و وجدانش او را بر اساس مشاهداتش به انتقاد علیه سیستم و به خدمت‌گیری قانون زمانش وامی‌داشت.
اسپخو با کارهای نوشتاری خود می‌خواست مردم را آموزش دهد و روحیه‌ای عصیانگر را در آنها بیدار کند. او از برابری بین سرخپوستان و کریولوها استقبال کرد، ایده‌آلی که در طی روندهای آینده خودمختاری نادیده گرفته شد. او همچنین از حقوق زنان حمایت می‌کرد اما در واقع این عقاید توسعه نیافت. به نسبت شرایطی که در آن زندگی می‌کرد اسپخو درک پیشرفته‌ای از علم داشت. او هرگز به خارج از کشور سفر نکرد اما با این وجود رابطه بین میکروارگانیسم‌ها و شیوع بیماری را درک کرد.
هنگامی که وی دستگیر شد، شایعه شد که بازداشت وی ناشی از حمایت وی از «ناپاکان» انقلاب فرانسه بوده‌است. با این حال، اسپخو در آن زمان از معدود افرادی بود که بین حرکت واقعی انقلاب فرانسه و روحیه بی‌دینی متصل به آن تمایز قائل شد، در حالی که همرزمان وی در اسپانیا و مستعمرات به اشتباه آزادی سیاسی قاره آمریکا را به از دست دادن ایمان کاتولیک تفسیر می‌کردند. اتهام بی‌تقوایی برای برانگیختن نفرت مردمی علیه او طراحی شده بود. اسپخو در طول زندگی خود هرگز ایمانش را به مذهب کاتولیک از دست نداد. او انحطاط روحانیت را محکوم می‌کرد، اما هرگز از خود کلیسا انتقاد نکرد. اوخنیو اسپخو انگیزه بی‌پایانی برای کسب دانش داشت و مشتاق اصلاح امور توسط دولتی بود که از نظر او همچون خودش در تأثیر از عصر روشنگری، در هر امری بربر باشد.

## افکار

### دیدگاه‌های مربوط به آموزش و پرورش

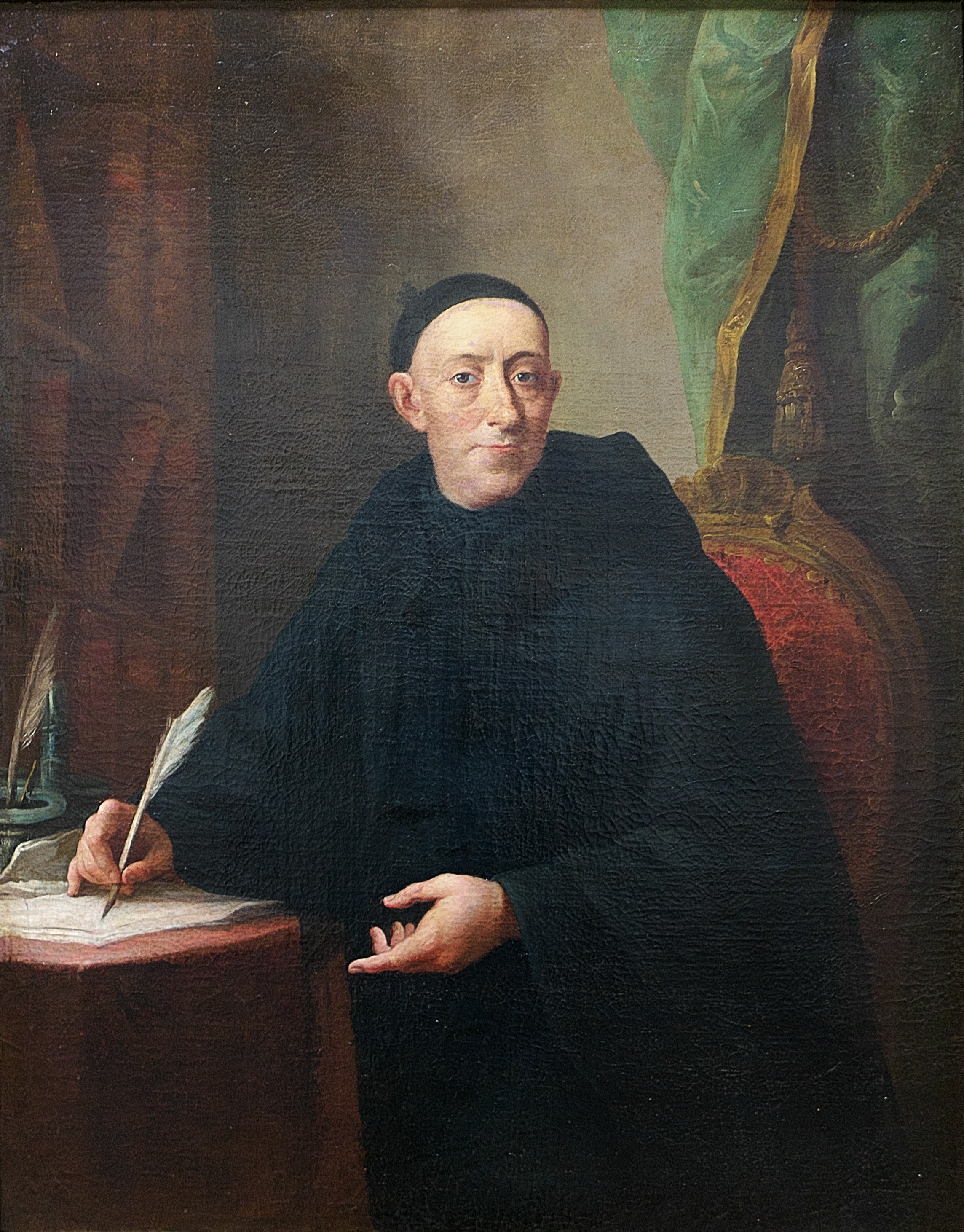
اسپپیو تحت تأثیر دانشمندان اروپایی مانند بنیتو جرونیمو فیخو قرار گرفت.

هدف اسپخو از سه اثر اولش بهبود فکری درکیتو بود. ال نووو لوسیانو دی کیتو سیستم آموزشی منسوخ شده روحانیون را به سخره گرفت. اسپخو استدلال می‌کرد که مردم کیتو به چاپلوسی عادت کرده‌اند و آنها هر مبلغی را که می‌تواند کتاب مقدس را به روشی فاخر و غیرمستقیم نقل کند تحسین می‌کنند. مارکو پورسیو کاتون، نادانی شبه روشنفکران کیتو را برملا کرد. لاسینسیا بلانکاردینا، که در آن اسپخو ادعا کرد نویسنده آن دو اثر قبلی است، نتایج سیستم آموزشی روحانیت یعنی نادانی و تأثیرگذاری را محکوم کرد: هر سه اثر باعث جدال شد.
از طریق این سه کتاب، اسپخو توانست عقاید دانشمندان اروپایی و آمریکایی مانند فیجو و یسوعیان ورنی و گوارا و دیگران را پیش برد. در نتیجه، بسیاری از راهنمایان دینی برنامه‌های آموزشی خود را اصلاح کردند. اسپخو به شبه روشنفکرانی که افکار شهروندان شهر کیتو را گمراه نموده و به افرادی که به واقع دانش داشتند بی اعتنایی می‌کردند، کینه می‌ورزید.
اسپخو به ویژه از یسوعیان به دلیل آموزش اخلاق نه به عنوان یک علم بلکه به عنوان راهنمایی برای خوش‌اخلاقی وهمچنین برای پذیرش احتمالات به عنوان راهنمای اخلاقی، انتقاد می‌کرد. وی از سیستم سست‌پروری برای آموزش کشیش‌ها در کیتو شکایت داشت و می‌گفت که این باعث ایجاد عادت‌های تنبلی در هنرجویان می‌شود. در نتیجه، کشیش‌ها هیچ تصوری واقعی از وظایف خود در قبال جامعه و خدا نداشتند و تمایل کمی به مطالعه نشان می‌دادند. او در ال نووو لوسیانو دی کیتو ابراز تأسف کرد که تعداد زیادی هستند که وانمود می‌کنند پزشک هستند اما حقه بازند. در لاسینیا بلانکاردینا، او ضمن حمله به روحانیونی که به عنوان پزشک و بدون آموزش پزشکی کافی مشغول کار بودند، به حمله خود به این حقه بازان ادامه داد.

### دیدگاه دربارهٔ الهیات
در سال ۱۷۸۰، در اولین بحثش در مورد مسائل صرفاً مذهبی، اسپخو نامه‌ای در زمینه الهیات نوشت، Carta al Padre la Graña sobre indulgencias (نامه‌ای به پدر لا گراسا در مورد زیاده‌خواهی‌ها). در این اثرش او به آمرزش‌نامههای کلیسای کاتولیک پرداخت. این نامه دانش عمیقی از الهیات و جزم‌اندیشی را نشان می‌داد. این مقاله اولین موارد تاریخی زیاده‌طلبی و توسعه آنها را مورد تجزیه و تحلیل قرار داد و به احکام و فتاوی که در مورد سوءاستفاده‌ها نوشته شده‌است اشاره کرد. در این کار، اسپخو سرسختانه از اقتدار پاپ حمایت کرد.
در ۱۹ ژوئیه ۱۷۹۲، در پاسخ به درخواست مسئول دفتر مقدس، اسپخو نامه دیگری نوشت: Segunda carta teológica sobre la Inmaculada Concepción de María (نامه الهیاتی دوم دربارهٔ مفهوم مریم معصوم). این نامه مربوط به لقاح پاک مریم مقدس بود. این اثر بار دیگر دانش عمیق نویسنده را دربارهٔ این موضوع مذهبی و قدردانی وی از جایگاه آن در قرن ۱۸ نشان داد. (تصور معصوم تا سال ۱۹۵۰ رسماً به عنوان جزم اعلام نشده بود).
اسپخو همچنین یک سری خطبه نوشت که در ساده بودنش قابل توجه بود. فدریکو گونزالس سوارز، مورخ و روحانی اکوادوری، این خطبه‌ها را قابل مطالعه دانست، هر چند این را نیز اشاره کرد که آنها فاقد «روح بشارت آمیز» هستند. اسپخو را می‌توان مردی بسیار مذهبی دانست.

### دیدگاه‌های اقتصادی
از سال ۱۷۸۵، اسپخو به رفاه جامعه خود و رفاه کیتو علاقه نشان داد. آثار او که بین آن سال و ۱۷۹۲ منتشر شد به وضوح تأثیر فیلسوفان عصر روشنگری را نشان می‌دهد که اسپخو ایده‌های آنها را با شرایط محلی تطبیق می‌داد. همان‌طور که بسیاری از اندیشمندان به قدرت اقتصاد به عنوان یک نیروی اجتماعی پی بردند، اسپخو نیز تحت تأثیر فیجو و آدام اسمیت و دیگران، تمایل خود را برای اصلاحات تجاری و کشاورزی، به ویژه حفاظت از منابع طبیعی و استفاده مناسب از زمین نشان داد. برای پیشبرد این ایده‌ها، او Escuela de la Concordia (مدرسه کنکورد) را تأسیس کرد.
اسپخو در تالیفاتش از جمله در Voto de un ministro togado de la Audiencia de Quito و Memorias sobre el corte de quinas پیشنهاد تولید انحصاری گیاه دارویی کینین توسط سلطنت با هدف افزایش درآمد خزانه داری سلطنتی را از موضع جلوگیری از نابودی درخت کنه‌کنه رد کرد. او Memorias را به فرناندو کوادرادو تقدیم کرد که مخالف این انحصار بود.

### کارهای علمی
سلطنت اسپانیا عمیقاً نگران بهداشت عمومی بود. بیماری‌ها همیشه مستعمرات را دچار مشکل کرده بود و شوراهای شهر برای آوردن پزشک یا تجهیزات بهداشتی از دیگر مناطق قاره آمریکا هزینه می‌کردند. گزارش‌های مکرری از وضعیت و شرایط بهداشتی محله‌های مختلف شهرها می‌رسید. اوخنیو اسپخو به عنوان یک مرد علم، دانش خود را از آخرین پیشرفت‌های علمی در اروپا و قاره آمریکا عرضه کرد. اغلب استدلال‌ها و توصیه‌هایی که وی در آثار پزشکی خود ارائه داد را می‌توان در منابع معاصر، مانند Mémoires در فرهنگستان علوم فرانسه یافت.
ریاست جمهوری کیتو به ویژه در زمینه پیشگیری از آبله نگرانی داشت. ویلانگلوا، رئیس‌جمهور آدینسیا، تمام پزشکان کیتو را برای بحث در مورد استفاده از روش‌های پیشنهاد شده توسط دانشمند اسپانیایی فرانسیسکو ژیل جمع نمود و از اسپخو خواسته شد تا Reflexiones acerca de un método para preservar a los pueblos de las viruelas خود را بنویسد. موارد در ۱۱ نوامبر ۱۷۸۵ تکمیل شد و به دو قسمت تقسیم شد: قسمت اول به پیشگیری از آبله در کیتو پرداخت. در حالی‌که قسمت دوم به موانع موجود در راه ریشه‌کنی آن اشاره داشت. دانش اسپخو در مورد تلقیحات و قرنطینه قربانیان آبله به‌طور چشمگیری پیشرفته‌تر از آن روز بود.
بازتابها با استفاده از روش‌های اثبات شده توسط پزشکان اسپانیایی و خارجی توصیه می‌شود. این اعتقاد رایج آن زمان را که جداسازی و از بین بردن لباس‌های آلوده غیرعملی بود، رد کرد و باعث ارتقاء بهداشت فردی در بین مردم کیتو شد. اسپخو تلاش کرد مردم را در مورد خطرات آبله متقاعد کند. او نظریه‌های پزشکی مرسوم اروپا را در مورد بیماری‌های واگیردار درک کرد و نسبت به باور نادرست مبنی بر انتقال آبله توسط هوای آلوده هشدار داد.  وی با استناد به پزشک انگلیسی توماس سیدنهام، ساخت یک خانه روستایی منزوی را به عنوان بیمارستان پیشنهاد کرد.